# Човноподібна кістка (заплесно)
Човноподібна кістка (лат. os naviculare, іноді os naviculare pedis) — кістка заплесна, яку відносять до другого ряду заплеснових кісток. Вона розміщується з присереднього краю стопи між головкою надп'яткової кістки і трьома клиноподібними кістками. у зв'язку з цим її задня суглобова поверхня ввігнута відповідно до форми головки надп'яткової кістки, а на передній — є три майже однакові поверхні для клиноподібних кісток. У присередній частині нижньої поверхні розташована горбистість човноподібної кістки (tuberositas ossis navicularis).

## Галерея

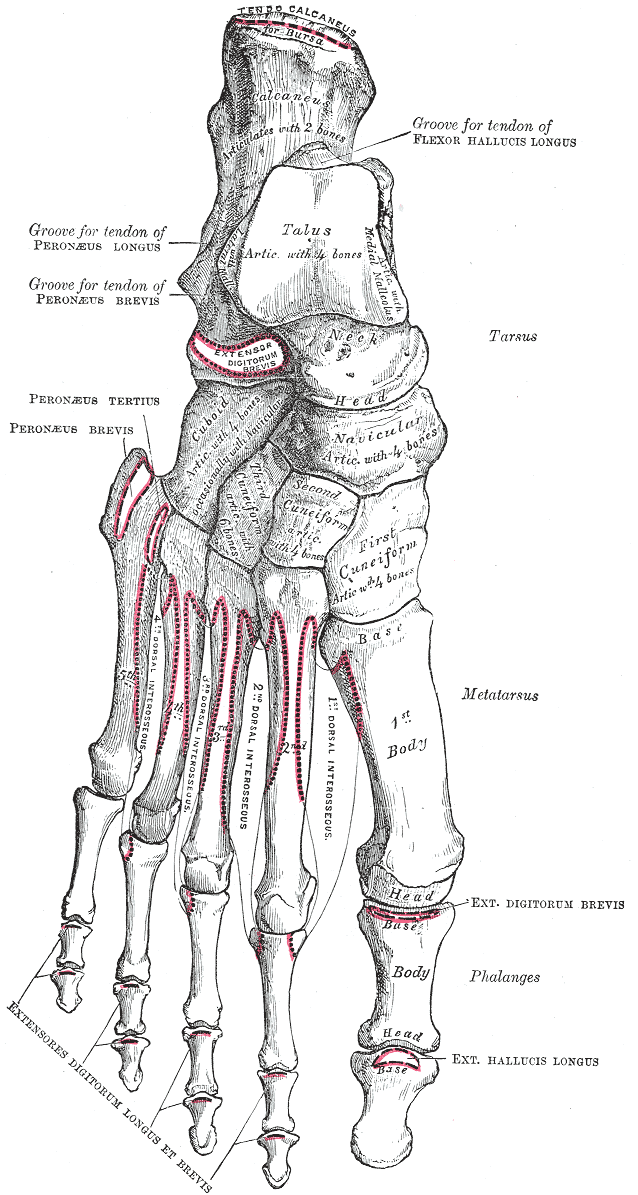
Дорсальна поверхня
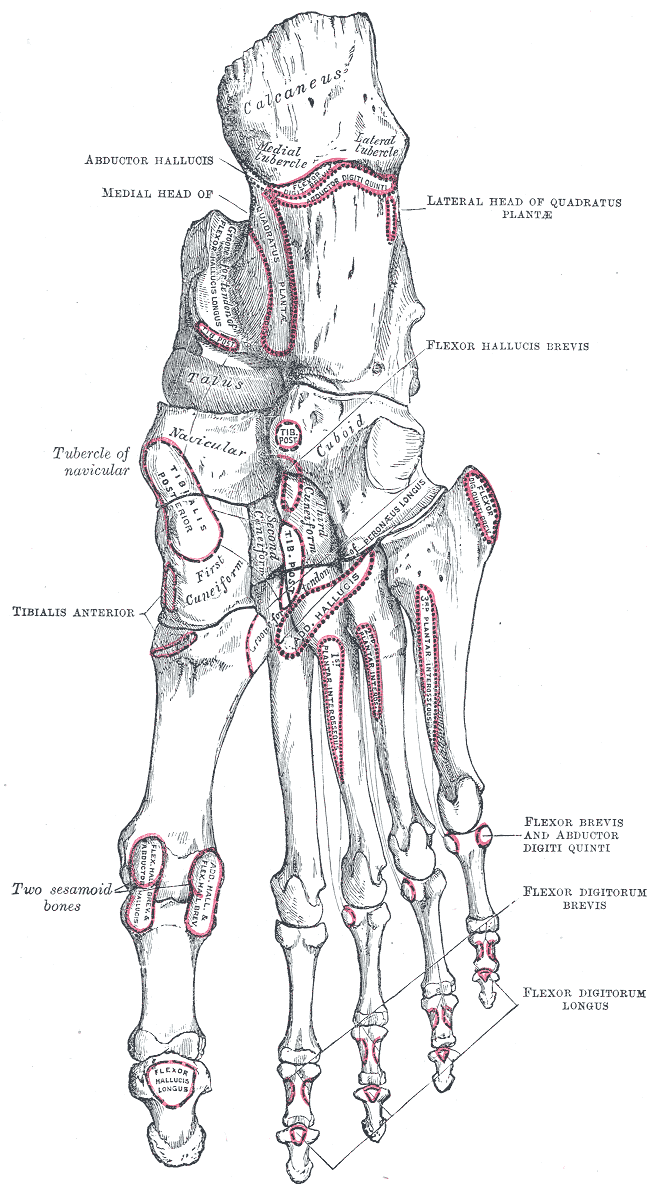
Підошовна поверхня
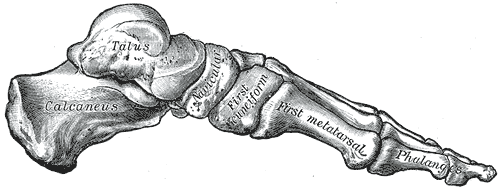
Медіальна поверхня
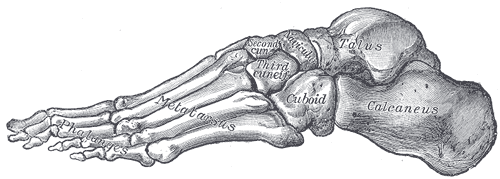
Латеральна поверхня
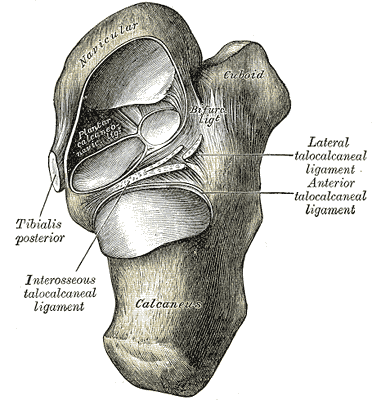
Таранно-п'ятковий і таранно-п'ятково-човноподібний суглоби (вигляд зверху, таранна кістка видалена)
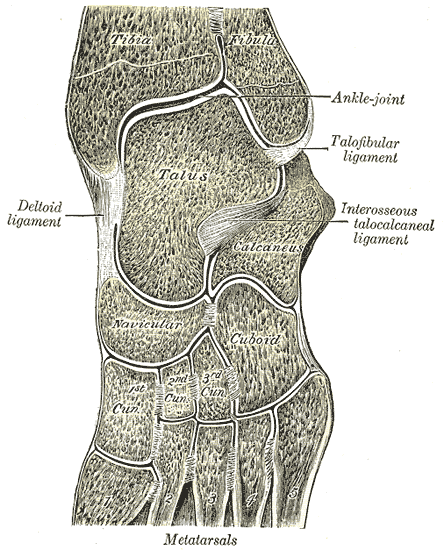
Косий зріз лівих міжзаплеснових і заплесново-плеснових суглобів, на якому видно синовіальні порожнини.
Човноподібна кістка великим планом. Анімація.

Розташування човноподібної кістки
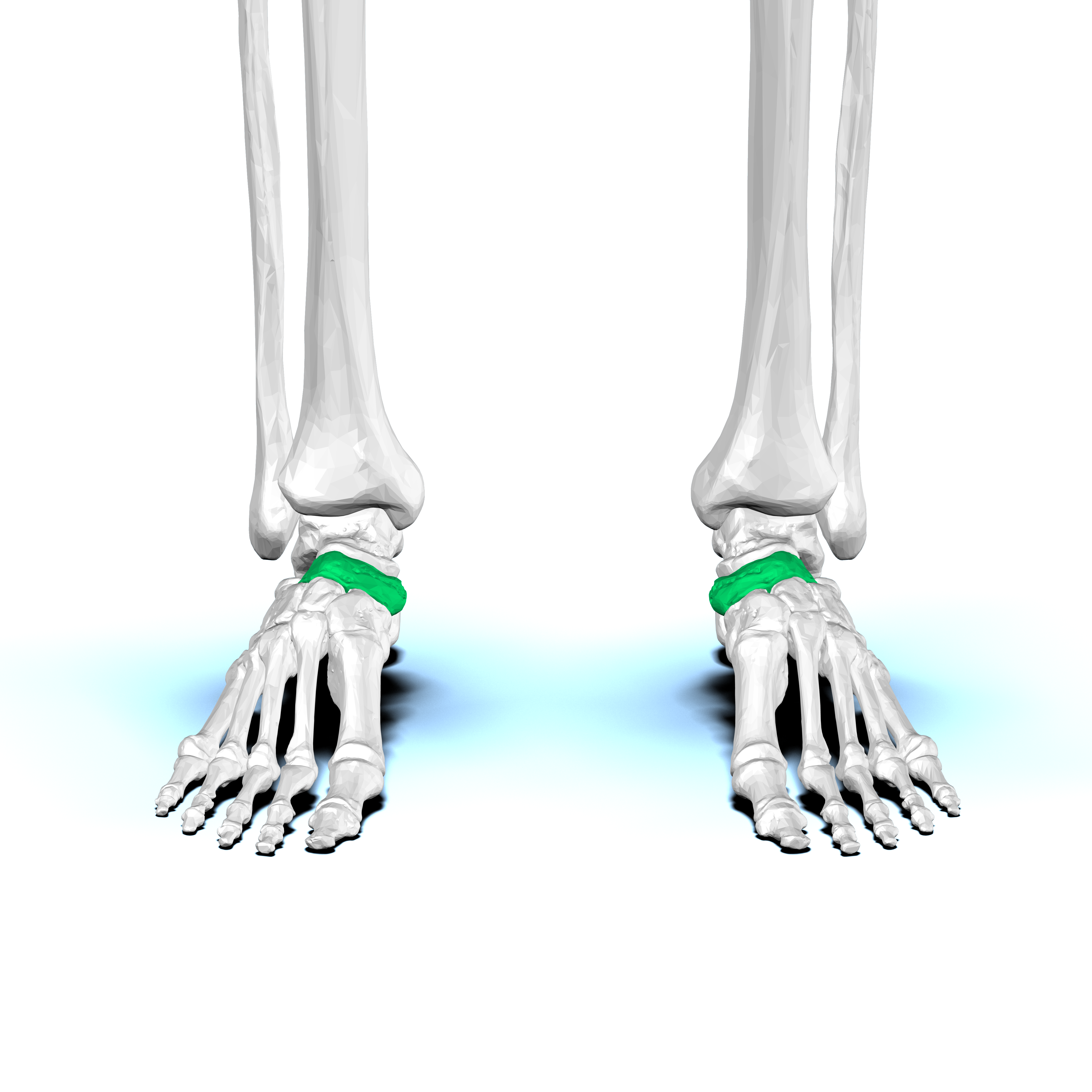
Човноподібні кістки.
Човноподібні кістки. Анімація.
Човноподібна кістка. Анімація.